# Die Rettungsflieger/Staffel 3
Die dritte Staffel der deutschen Notfall- und Rettungsserie Die Rettungsflieger feierte ihre Premiere am 5. April 2000 auf dem Sender ZDF. Das Finale wurde am 10. Mai 2000 gesendet.
Die sechs Episoden der dritten Staffel wurden am mittwöchlichen Vorabend auf dem 19:25-Uhr-Sendeplatz erstausgestrahlt und werden seit der Einstellung der Fernsehserie im Jahr 2007 regelmäßig im Nachmittagsprogramm von ZDF und Nachmittags- und Vorabendprogramm von ZDFneo wiederholt.

## Darsteller
| Rollenname       | Dienstgrad     | Beruf             | Schauspieler  |
| ---------------- | -------------- | ----------------- | ------------- |
| Alexander Karuhn | Hauptmann      | Pilot             | Matthias Leja |
| Maren Maibach    | Stabsarzt      | Notärztin         | Gerit Kling   |
| Thomas Asmus     | Oberbootsmann  | Rettungsassistent | Ulrich Bähnk  |
| Jan Wollcke      | Hauptfeldwebel | Bordtechniker     | Oliver Hörner |

## Episoden
| Nr. (ges.) | Nr. (St.) | Originaltitel         | Erstausstrahlung D | Regie        |
| --- | --------- | --------------------- | ------------------ | ------------ |
| 15 | 1         | Schreckliche Ohnmacht | 5. Apr. 2000       | Rolf Liccini |
| Die Einsätze des Tages führen die Rettungsflieger immer wieder zu Notfällen mit Kindern. Ein Kind ist bei einem Unfall ertrunken, doch die Umstände scheinen sehr merkwürdig zu sein. Nachdem es den Rettern gelungen ist das Kind wieder zu beleben kommen sie beim nächsten Mal allerdings zu spät, denn das Baby ist bereits dem Plötzlichen Kindstod erlegen. Der letzte Einsatz des Tages führt zu einer bevorstehenden Geburt, doch als die Crew am Einsatzort ankommt ist alles schon vorbei. Derweil haben auch die Teammitglieder ihre eigenen Probleme: Während Rettungsassistent Thomas Asmus einen Piepton im Ohr hat, so bereitet sich Pilot Alexander Karuhn auf sein Blind Date mit der Fluglotsin Elke Kehding vor. Gastdarsteller: Frank Behnke als Anton Wollcke, Kristin Derfler als Bärbel Grabowski, Conrad F. Geier als Walter Grabowski, Monika Wojtylio als Valerie Dietrich, Josef Ostendorf als Frührentner |           |                       |                    |              |
| 16 | 2         | Lachende Schutzengel  | 12. Apr. 2000      | Rolf Liccini |
| Die Rettungsflieger werden zu einem Einsatz in einem U-Bahnhof gerufen. Dort hat sich ein junger Mann von seiner Freundin getrennt, doch dabei kommt es zu einem Gerangel, bei dem das Mädchen auf die Gleise fällt und kurz vor dem einfahrenden Zug von ihrem Ex-Freund gerettet werden kann. Allerdings wird der junge Mann dabei schwer verletzt, muss in die Klinik geflogen werden und verbannt seine Ex-Freundin vom Krankenbett. Als die Retter vom SAR 71 bei ihrem nächsten Einsatzort, einem Hochhaus, bei dem eine Person einen Suizid begehen will, ankommen treffen sie dann auf das Mädchen und müssen schnell handeln. Nachdem auch noch ein Radfahrer, der in einer Kiesgrube verschüttet wurde gerettet worden ist, wartet auf Rettungsassistent Thomas Asmus eine Überraschung im Rettungszentrum: Der Oberbootsmann hat bei einem Preisausschreiben den Hauptgewinn gewonnen. Gastdarsteller: Tanja Schumann als Isabell, Frank Behnke als Anton Wollcke, Cora Sabrina Grimm als Tina, Sven Thiemann als Jesko              |           |                       |                    |              |
| 17 | 3         | Spiel mit dem Leben   | 19. Apr. 2000      | Hans Werner  |
| Die Rettungsflieger-Crew vom SAR 71 ist bereits auf dem Weg in den Feierabend, aber ein Einsatz durchkreuzt die Pläne der Retter. Ein junger Mann ist bei einem Eishockey-Spiel schwer verletzt worden und schwebt aufgrund einer alten Kopfverletzung nun in Lebensgefahr. Während die Besatzungsmitglieder entspannt in den verspäteten Feierabend gehen muss sich Notärztin Dr. Maren Maibach mit ihrem Freund Anton Wollcke um einen Opernbesuch streiten. Als Pilot Alexander Karuhn seiner Kollegin am nächsten Tag den Tipp einer Auszeit gibt fängt diese mit der Planung einer Weltreise an, doch ein Einsatz unterbricht die Gedanken. Die Rettungsflieger müssen sich mit einem Schmuggler, welcher Kokainpäckchen, die nun geplatzt sind, geschluckt hat das Leben retten und müssen sich anschließend bei einem Autounfall, der eigentlich ein versuchter Mordanschlag ist, auf dem Wochenmarkt mit den verärgerten Händlern auseinandersetzen. Gastdarsteller: Frank Behnke als Anton Wollcke, Patrick Harzig als Philipp Nimburg |           |                       |                    |              |
| 18 | 4         | Außer Kontrolle       | 26. Apr. 2000      | Hans Werner  |
| Während Pilot Alexander Karuhn, dessen Freundin Elke Kehding einen Job in Paris annehmen möchte, und Rettungsassistent Thomas Asmus, dessen Schwiegermutter einen Oberschenkelhalsbruch erlitten hat, mit privaten Problemen kämpfen werden der Hauptmann und der Oberbootsmann bei einem Einsatz im Hafen gefordert: Zwei junge Tierschützer haben einen Tierhändler verfolgt, der nun mit seinem Wagen im Hafenbecken liegt, doch seine Tiere sind noch in Gefahr. |           |                       |                    |              |
| 19 | 5         | Um Kopf und Kragen    | 3. Mai 2000        | Hans Werner  |
| Die Rettungsflieger-Besatzung des SAR 71 hat Sonntagsdienst und wird zu einem schwerverletzten jungen Mann in den Wald gerufen: Bei einem Paintball-Spiel steht dieser nach Beendigung des Spieles nicht mehr auf und muss reanimiert werden. |           |                       |                    |              |
| 20 | 6         | Gefahren der Liebe    | 10. Mai 2000       | Rolf Liccini |
| Für Notärztin Dr. Maren Maibach steht ihr Urlaub, eine Weltreise mit ihrem Lebensgefährten Anton Wollcke, bevor, doch die beiden streiten sich wenige Tage vor der Abreise. Als die Notärztin bei einem Einsatz dann allerdings mit einem verletzen Paar, das im freien Fall bei einem Fallschirmsprung geheiratet hat, konfrontiert wird, erkennt sie, wie liebevoll das Brautpaar miteinander umgeht. Die nächsten beiden Einsätze, ein Motorradunfall und ein Banküberfall, fordern die komplette Aufmerksamkeit der Ärztin, die am Ende des Tages eine Entscheidung bezüglich ihrer Weltreise trifft. Gastdarsteller: Frank Behnke als Anton Wollcke |           |                       |                    |              |

## DVD-Veröffentlichung
Die DVD mit den Episoden der dritten Staffel erschien am 16. Mai 2008.
Eine DVD-Box mit allen elf Staffeln der Rettungsflieger und dem Pilotfilm Vier Freunde im Einsatz erschien am 24. August 2012.